# Enrico Rizzi
Enrico Rizzi (Milano, 5 luglio 1930 – Milano, 6 dicembre 2005) è stato un politico italiano, vicepresidente del gruppo dei senatori di Forza Italia.

## Biografia
Commercialista, consigliere di amministrazione della Cassa di Risparmio delle Provincie Lombarde dal 1964 al 1972 e dal 1989 al 1995, è stato anche consigliere di Mediocredito Lombardo nello stesso periodo.

### Attività parlamentare
Nella VI, VIII e IX legislatura è stato deputato alla Camera dei Deputati, eletto nel 1972 nel 1979 e nel 1983 nelle file del Partito Socialista Democratico Italiano.
Nel 1996 e nel 2001 viene eletto al Senato della Repubblica nelle file di Forza Italia, divenendo vicepresidente dell'omonimo gruppo parlamentare e mantenendo tale carica fino alla sua morte avvenuta il 6 dicembre 2005.
Durante la XIV legislatura è stato membro della 13ª Commissione permanente (Territorio, ambiente, beni ambientali).

### Incarichi di governo
Durante l'VIII legislatura della Repubblica italiana è stato sottosegretario di Stato al Commercio con l'Estero mantenendo tale carica nel I e II governo Spadolini e sottosegretario di Stato ai Trasporti durante il V governo Fanfani.

## Attività da scrittore
Nel 1981 ha dato alle stampe La calda primavera del '45, un romanzo storico in cui si narrano avvenimenti e drammi del 1945, e I giorni del pane nero, un diario che racconta i problemi del paese negli anni della Seconda guerra mondiale e che si avvale della prefazione di Silvio Berlusconi. Quest'ultimo libro è stato pubblicato dopo la sua morte, nel 2006.